# Barbara Wagner
Barbara Wagner (Toronto, Ontario; 5 de mayo de 1938) es una patinadora artística sobre hielo canadiense retirada, cuatro veces campeona mundial en la modalidad de parejas junto al patinador Robert Paul, entre los años 1957 y 1960.
Barbara Wagner también participó en los Juegos Olímpicos de Squaw Valley 1960 donde obtuvo medalla de oro, en la misma modalidad.